# Alessandra Mele

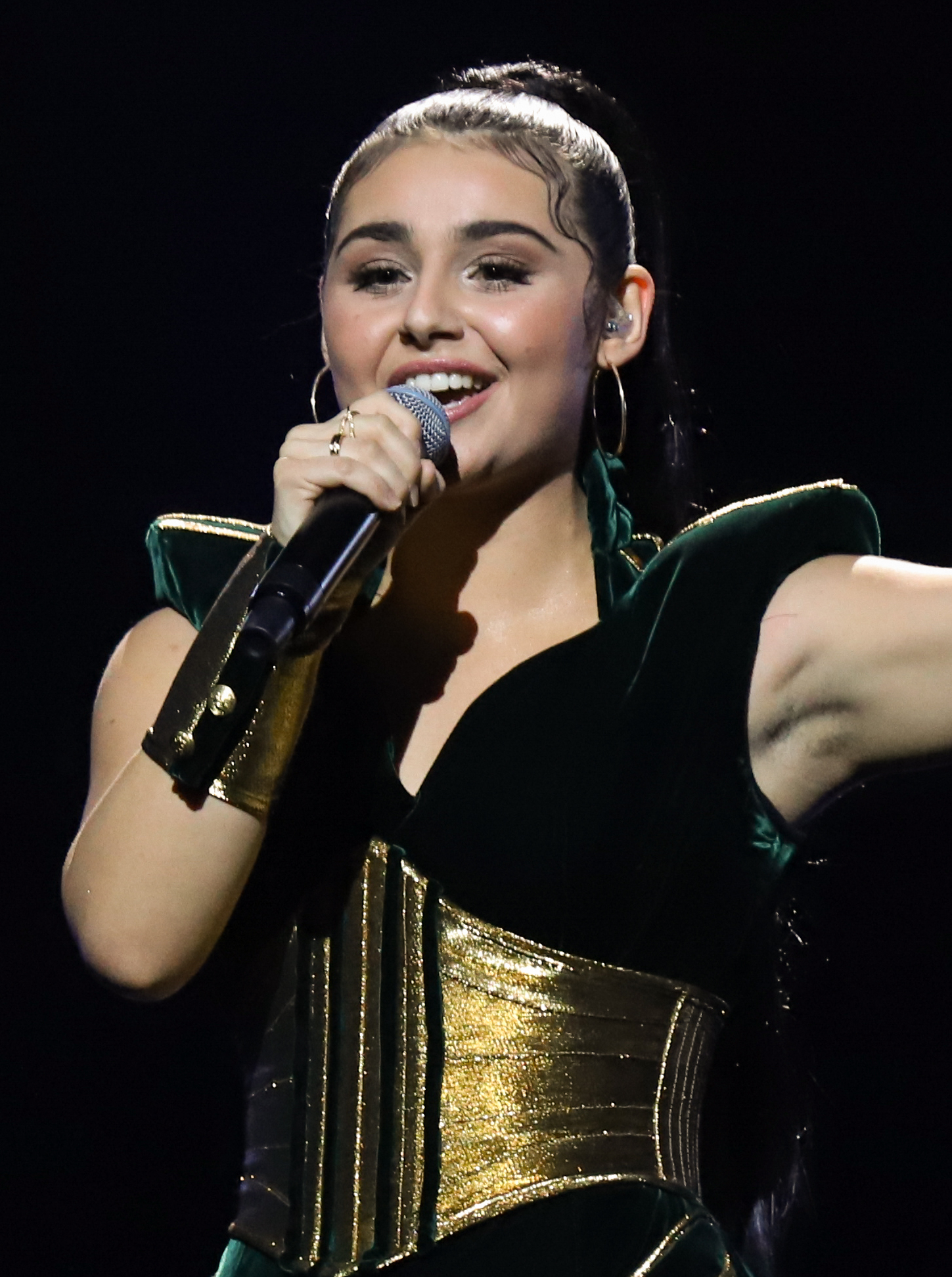
Alessandra Mele beim Melodi Grand Prix, 2023

Alessandra Mele (* 5. September 2002 in Cisano sul Neva, Provinz Savona), kurz Alessandra, ist eine italienisch-norwegische Sängerin. Sie vertrat Norwegen mit ihrem Lied Queen of Kings beim Eurovision Song Contest 2023 und erreichte dort den fünften Platz.

## Leben
Mele ist die Tochter einer Norwegerin und eines Italieners. Ihre Mutter stammt aus der norwegischen Stadt Stathelle. Mele wuchs im italienischen Cisano sul Neva in der Provinz Savona auf. Als 18-Jährige zog sie nach dem Abschluss ihrer Schulzeit nach Norwegen. Im Jahr 2022 wirkte sie bei der bei TV 2 ausgestrahlten norwegischen Version von The Voice mit. Im selben Jahr begann Mele in Lillehammer das Lillehammer Institute of Music Production and Industries (LIMPI) zu besuchen.
Im Jahr 2023 nahm Mele am Melodi Grand Prix 2023, dem norwegischen Vorentscheid für den Eurovision Song Contest, teil. Dort konnte sie sich im ersten Halbfinale mit dem Lied Queen of Kings für das Finale qualifizieren. Mit ihrem Beitrag konnte sie sich außerdem in den norwegischen Charts platzieren. Auch außerhalb von Norwegen entwickelte sich ihr Lied bereits vor dem Finale des Vorentscheids zu einem viralen Hit. Im Finale des Melodi Grand Prix erreichte sie sowohl die meisten Punkte bei der internationalen Jury als auch bei den Zuschauern. Damit konnte sie vor Ulrikke Brandstorp den Vorentscheid gewinnen. Durch ihren Sieg erhielt sie das Recht, Norwegen mit ihrem Lied Queen of Kings beim Eurovision Song Contest 2023 zu vertreten. In der Woche nach ihrem Sieg beim Melodi Grand Prix erreichte ihr Lied den ersten Platz in den norwegischen Singlecharts. Auch unter anderem in Schweden konnte sie sich bereits vor dem Eurovision Song Contest in den Charts platzieren.
Beim Eurovision Song Contest qualifizierte sich Mele mit ihrem Beitrag Queen of Kings im ersten Halbfinale für das Finale. Im Finale erreichte sie mit 268 Punkten den fünften Platz. Bei den Zuschauerstimmen belegte sie den dritten Platz. Nach dem Eurovision Song Contest zog Queen of Kings in vielen der ESC-Teilnahmeländer in die Singlecharts ein. Unter anderem im Vereinigten Königreich, in der Schweiz, in Österreich und in Schweden gelang ihr eine Platzierung in den jeweiligen Top 10. Im Juni 2023 konnte Mele mit der Single Pretty Devil erneut in die norwegischen Charts einziehen. Beim im November 2023 abgehaltenen Musikpreis P3 Gull war sie in der Newcomer-Kategorie nominiert. Beim Eurovision Song Contest 2024 sollte Mele für Norwegen die Jury-Punkte ansagen, zog sich jedoch wenige Stunden vor dem Finale aufgrund der Situation in Gaza zurück.

## Auszeichnungen
Spellemannprisen
- 2023: Nominierung in der Kategorie „Durchbruch des Jahres“
- 2023: Nominierung in der Kategorie „Lied des Jahres“ (für Queen of Kings)

Sonstige
- 2023: MTV Europe Music Awards, Nominierung in der Kategorie „Best Nordic Act“[11]
- 2023: P3 Gull, Nominierung in der Kategorie „Durchbruch des Jahres“[12]

## Diskografie
Alben
- 2024: Best Year of My Life

Singles

| Jahr | Titel Album                         | Höchstplatzierung, Gesamtwochen, AuszeichnungChartplatzierungen (Jahr, Titel, Album, Platzierungen, Wochen, Auszeichnungen, Anmerkungen) | Höchstplatzierung, Gesamtwochen, AuszeichnungChartplatzierungen (Jahr, Titel, Album, Platzierungen, Wochen, Auszeichnungen, Anmerkungen) | Höchstplatzierung, Gesamtwochen, AuszeichnungChartplatzierungen (Jahr, Titel, Album, Platzierungen, Wochen, Auszeichnungen, Anmerkungen) | Höchstplatzierung, Gesamtwochen, AuszeichnungChartplatzierungen (Jahr, Titel, Album, Platzierungen, Wochen, Auszeichnungen, Anmerkungen) | Höchstplatzierung, Gesamtwochen, AuszeichnungChartplatzierungen (Jahr, Titel, Album, Platzierungen, Wochen, Auszeichnungen, Anmerkungen) | Höchstplatzierung, Gesamtwochen, AuszeichnungChartplatzierungen (Jahr, Titel, Album, Platzierungen, Wochen, Auszeichnungen, Anmerkungen) | Höchstplatzierung, Gesamtwochen, AuszeichnungChartplatzierungen (Jahr, Titel, Album, Platzierungen, Wochen, Auszeichnungen, Anmerkungen) | Anmerkungen                                                                                              |
| Jahr | Titel Album                         | NO | SE | IT | DE | AT | CH | UK | Anmerkungen                                                                                              |
| ---- | ----------------------------------- | --- | --- | --- | --- | --- | --- | --- | --- |
| 2023 | Queen of Kings Best Year of My Life | NO1 Platin · (25 Wo.)NO | SE7 Platin · (26 Wo.)SE | IT33 Gold · (2 Wo.)IT | DE19 (3 Wo.)DE | AT8 (5 Wo.)AT | CH5 Platin · (5 Wo.)CH | UK10 Silber · (4 Wo.)UK | Erstveröffentlichung: 9. Januar 2023 Beitrag zum Melodi Grand Prix 2023 und Eurovision Song Contest 2023 |
| 2023 | Pretty Devil Best Year of My Life   | NO40 Platin · (1 Wo.)NO | — | — | — | — | — | — | Erstveröffentlichung: 9. Juni 2023                                                                       |

Weitere Singles
- 2023: Bad Bitch
- 2023: Heavy
- 2024: Narcissist
- 2024: Supposed to Be
- 2024: Marameo

## Auszeichnungen für Musikverkäufe
| Goldene Schallplatte - Belgien - 2023: für die Single Queen of Kings - Spanien - 2024: für die Single Queen of Kings | 2× Platin-Schallplatte - Polen - 2023: für die Single Queen of Kings |

Anmerkung: Auszeichnungen in Ländern aus den Charttabellen bzw. Chartboxen sind in ebendiesen zu finden.
| Land/RegionAuszeichnungen für Musikverkäufe (Land/Region, Auszeichnungen, Verkäufe, Quellen) | Silber  | Gold     | Platin     | Verkäufe | Quellen              |
| -------------------------------------------------------------------------------------------- | ------- | -------- | ---------- | -------- | -------------------- |
| Belgien (BRMA)                                                                               | —       | Gold1    | —          | 20.000   | ultratop.be          |
| Italien (FIMI)                                                                               | —       | Gold1    | —          | 50.000   | fimi.it              |
| Norwegen (IFPI)                                                                              | —       | —        | 2× Platin2 | 120.000  | ifpi.no              |
| Polen (ZPAV)                                                                                 | —       | —        | 2× Platin2 | 100.000  | olis.pl              |
| Schweden (IFPI)                                                                              | —       | —        | Platin1    | 120.000  | sverigetopplistan.se |
| Schweiz (IFPI)                                                                               | —       | —        | Platin1    | 20.000   | hitparade.ch         |
| Spanien (Promusicae)                                                                         | —       | Gold1    | —          | 30.000   | elportaldemusica.es  |
| Vereinigtes Königreich (BPI)                                                                 | Silber1 | —        | —          | 200.000  | bpi.co.uk            |
| Insgesamt                                                                                    | Silber1 | 3× Gold3 | 6× Platin6 |          |                      |